# Jens Nygaard Knudsen
Jens Nygaard Knudsen (ur. 25 stycznia 1942 r., zm. 19 lutego 2020 r.) – duński projektant zabawek, pracownik LEGO w latach 1968–2000, twórca figurek LEGO, wprowadzonych do sprzedaży w 1978 r. Cierpiał na stwardnienie zanikowe boczne.